# Lista de portos do Brasil
Esta é uma lista de portos, terminais portuários ou, simplesmente, terminais do Brasil.
| Município               | Estado              |
| Maceió                  | Alagoas             |
| Macapá                  | Amapá               |
| Santana                 | Amapá               |
| Vitória do Jari         | Amapá               |
| Careiro                 | Amazonas            |
| Coari                   | Amazonas            |
| Itacoatiara             | Amazonas            |
| Manaus                  | Amazonas            |
| Belmonte                | Bahia               |
| Candeias                | Bahia               |
| Ilhéus                  | Bahia               |
| Salvador                | Bahia               |
| Fortaleza               | Ceará               |
| Miraíma                 | Ceará               |
| Anchieta                | Espírito Santo      |
| Aracruz                 | Espírito Santo      |
| São Mateus              | Espírito Santo      |
| Vitória                 | Espírito Santo      |
| São Luís                | Maranhão            |
| Corumbá                 | Mato Grosso do Sul  |
| Ladário                 | Mato Grosso do Sul  |
| Porto Murtinho          | Mato Grosso do Sul  |
| Barcarena               | Pará                |
| Belém                   | Pará                |
| Juruti                  | Pará                |
| Oriximiná               | Pará                |
| Santarém                | Pará                |
| Tucuruí                 | Pará                |
| Cabedelo                | Paraíba             |
| Antonina                | Paraná              |
| Paranaguá               | Paraná              |
| Cabo de Santo Agostinho | Pernambuco          |
| Recife                  | Pernambuco          |
| Angra dos Reis          | Rio de Janeiro      |
| Arraial do Cabo         | Rio de Janeiro      |
| Itaguaí                 | Rio de Janeiro      |
| Mangaratiba             | Rio de Janeiro      |
| Niterói                 | Rio de Janeiro      |
| Rio de Janeiro          | Rio de Janeiro      |
| Areia Branca            | Rio Grande do Norte |
| Macau                   | Rio Grande do Norte |
| Natal                   | Rio Grande do Norte |
| Canoas                  | Rio Grande do Sul   |
| Charqueadas             | Rio Grande do Sul   |
| Nova Santa Rita         | Rio Grande do Sul   |
| Pelotas                 | Rio Grande do Sul   |
| Porto Alegre            | Rio Grande do Sul   |
| Rio Grande              | Rio Grande do Sul   |
| Taquari                 | Rio Grande do Sul   |
| Tramandaí               | Rio Grande do Sul   |
| Triunfo                 | Rio Grande do Sul   |
| Porto Velho             | Rondônia            |
| Imbituba                | Santa Catarina      |
| Itajaí                  | Santa Catarina      |
| Itapoá                  | Santa Catarina      |
| Navegantes              | Santa Catarina      |
| São Francisco do Sul    | Santa Catarina      |
| Guarujá                 | São Paulo           |
| Santos                  | São Paulo           |
| São Sebastião           | São Paulo           |
| Barra dos Coqueiros     | Sergipe             |

## Portos marítimos ou oceânicos
- Ponta da Madeira (Maranhão)
- Porto da Alumar (Maranhão)
- Porto de Angra dos Reis (Rio de Janeiro)
- Porto de Antonina (Paraná)
- Porto de Aratu (Bahia)
- Porto de Areia Branca (Rio Grande do Norte)
- Porto de Barra do Riacho (Espírito Santo)
- Porto de Barra dos Coqueiros (Sergipe)
- Porto de Belém (Pará)
- Porto de Cabedelo (Paraíba)
- Porto de Ilhéus (Bahia)
- Porto de Imbituba (Santa Catarina)
- Porto de Itaguaí (Rio de Janeiro) (Antigo Porto de Sepetiba)
- Porto de Itajaí (Santa Catarina)
- Porto de Itapoá (Santa Catarina)
- Porto de Jaraguá ou Porto de Maceió (Alagoas)
- Porto de Natal (Rio Grande do Norte)
- Porto de Navegantes (Santa Catarina)
- Porto de Niterói (Rio de Janeiro)
- Porto de Paranaguá (Paraná)
- Porto do Pecém (Ceará)
- Porto de Rio Grande (Rio Grande do Sul)
- Porto de Salvador (Bahia)
- Porto de Macapá (Amapá)
- Porto de Santos (São Paulo)
- Porto de São Francisco do Sul (Santa Catarina)
- Porto de São Sebastião (São Paulo)
- Porto de Suape (Pernambuco)
- Porto de Tubarão  (Espírito Santo)
- Porto de Vila do Conde (Pará)
- Porto de Vitória (Espírito Santo)
- Porto do Açu (Rio de Janeiro)
- Porto do Forno (Rio de Janeiro)
- Porto do Itaqui (Maranhão)
- Porto do Mucuripe ou Porto de Fortaleza (Ceará)
- Porto do Recife (Pernambuco)
- Porto do Rio de Janeiro (Rio de Janeiro)
- Porto Pesqueiro de Laguna (Santa Catarina)
- Porto Piauí (Piauí)
- Porto Sudeste (Rio de Janeiro)[3]
- Terminal de Miramar (Pará)
- Terminal de Praia Mole (Espírito Santo)

## Portos fluviais, estuarias e fluviomarítimos
- Porto de Cáceres (Mato Grosso)
- Porto de Cachoeira do Sul (Rio Grande do Sul)
- Porto de Caracaraí (Roraima)
- Porto de Charqueadas (Rio Grande do Sul)
- Porto de Corumbá (Mato Grosso do Sul)
- Porto de Eirunepé (Amazonas)
- Porto de Estrela (Rio Grande do Sul)
- Terminal de Itacoatiara (Amazonas)
- Porto de Juazeiro (Bahia)
- Porto de Ladário (Mato Grosso do Sul)
- Porto de Manaus (Amazonas)
- Porto de Pelotas (Rio Grande do Sul)
- Porto de Parintins (Amazonas)
- Porto de Petrolina (Pernambuco)
- Porto de Pirapora (Minas Gerais)
- Porto de Porto Alegre (Rio Grande do Sul)
- Porto de Porto Murtinho (Mato Grosso do Sul)
- Porto de Porto Velho (Rondônia)
- Porto Internacional de Porto Xavier (Rio Grande do Sul)
- Porto de Santana (Amapá)
- Porto de Santarém (Pará)
- Porto de Tabatinga (Amazonas)